# قلعه کوه شاخن
قلعه کوه شاخن مربوط به دوره سلجوقیان است و در شهرستان بیرجند، بخش مرکزی، روستای شاخن واقع شده و با توجه با فاصله ۲۰ کیلومتری با قلعه کوه زردان از اهمیت بالایی در حفظ نظم و امنیت این دیار برخوردار بوده است. این اثر در تاریخ ۷ مرداد ۱۳۸۲ با شمارهٔ ثبت ۹۲۹۶ به‌ عنوان یکی از آثار ملی ایران به ثبت رسیده است.